# Michael McCann (compositor)
Michael McCann (também conhecido como Behavior) é um compositor Canadense de televisão, jogos de vídeo e filmes. Ele é mais conhecido por compor a trilha sonora de jogos como Tom Clancy's Splinter Cell: Double Agent, Deus Ex: Human Revolution, XCOM: Enemy Unknown e Deus Ex: Mankind Divided.
A música de McCann incorpora elementos de músicas eletrônicas, orquestrais e instrumentos acústicos tradicionais, e, muitas vezes, inclui o uso de world, coral e solo vocal (principalmente do feminino, e principalmente lírico-menos). Sua partitura de trabalho, bem como o solo e o trabalho de produção, pontes de vários gêneros, incluindo ambient, world, jazz, break-beat, post-rock, trip hop, drum and bass, industrial, rock e pop.
McCann recebeu indicações de prêmio por seu trabalho na televisão, jogos e cinema, da Academia Britânica de Artes cinematográficas e Televisivas, a Academia de Artes & Ciências Interativas, IGN, a Spike TV Video Game Awards, G. A. N. G., Hollywood Music In Media Awards (2008 / 2011), e G4TV X-Play. Seu trabalho de design de som no filme It's all gone Pete Tong também lhe rendeu duas indicações ao Genie Award para Melhor Edição de Som e Melhor Som.
Projetos anteriores incluem a composição original para a MTV, VH1, Canal Discovery, O Gap / Old Navy, Paramount Pictures, Alliance Atlantis (vários filmes / trailers), Vitrine, Audiokinetic, Odeon, Filmes, Ubisoft, da NASA, a Agência Espacial Canadense, ZAGALLO (como supervisão de design de som), e vários comerciais e filmes independentes.

## Prêmios e indicações
| Ano  | Prêmio                                 | Título                                   | Categoria                                 | Resultado |
| ---- | -------------------------------------- | ---------------------------------------- | ----------------------------------------- | --------- |
| 2012 | BAFTA Video Game Awards                | Deus Ex: Human Revolution                | Melhor Música Original                    | Indicado  |
| 2012 | Canadian Video Game Awards             | Deus Ex: Human Revolution                | Melhor Música Original                    | Venceu    |
| 2011 | Cue Awards                             |                                          | Compositor do Ano                         | Indicado  |
| 2011 | Cue Awards                             | Deus Ex: Human Revolution                | Melhor Partitura em Filmes / Mídia        | Indicado  |
| 2011 | Cue Awards                             | Deus Ex: Human Revolution                | Melhor Partitura para um Jogo de Vídeo    | Indicado  |
| 2011 | Cue Awards                             | Deus Ex: Human Revolution "Icarus"       | Tema Mais Memorável                       | Indicado  |
| 2011 | Spike TV Video Game Awards             | Deus Ex: Human Revolution                | Melhor Partitura Original                 | Indicado  |
| 2011 | Hollywood Music In Media               | Deus Ex: Human Revolution                | Melhor Partitura Original                 | Indicado  |
| 2011 | G4TV X-Play Awards                     | Deus Ex: Human Revolution                | Melhor Partitura Original                 | Indicado  |
| 2008 | Hollywood Music Awards                 | ReGenesis                                | Melhor Tema para TV                       | Indicado  |
| 2007 | Academy of Interactive Arts & Sciences | Tom Clancy's Splinter Cell: Double Agent | Melhor Partitura Original                 | Indicado  |
| 2007 | G.A.N.G.                               | Tom Clancy's Splinter Cell: Double Agent | Melhor Partitura Interativa               | Indicado  |
| 2006 | IGN's "Best of 2006"                   | Tom Clancy's Splinter Cell: Double Agent | Melhor Partitura Original(Xbox 360)       |           |
| 2006 | Genie Award                            | It's All Gone Pete Tong                  | Melhor Som em Geral                       | Indicado  |
| 2006 | Genie Award                            | It's All Gone Pete Tong                  | Melhor Conquista em edição de Som         | Indicado  |
| 2005 | Leo Awards                             | It's All Gone Pete Tong                  | Melhor Som em Geral                       | Venceu    |
| 2005 | Leo Awards                             | It's All Gone Pete Tong                  | Melhor Edição de Som em Geral             | Venceu    |
| 2004 | Toronto International Film Festival    | It's All Gone Pete Tong                  | Melhor Participação em um Filme Canadense | Venceu    |
| 2002 | Sundance Film Festival                 | FUBAR                                    | Seleção Oficial                           |           |